# کانکوزو، بوروندی
کانکوزو (به سواحیلی: Cankuzo) شهری در استان کانکوزو واقع در کشور بوروندی است که در سال ۱۹۹۰ میلادی ۱٫۶۴۳ نفر جمعیت داشته و جمعیت آن در سال ۲۰۰۵ میلادی به ۶٫۵۸۵ نفر رسیده‌است.